# Base militare di Cam Ranh
La Base militare di Cam Ranh è un'installazione militare situata nella Baia di Cam Ranh, provincia di Khanh Hoa, in Vietnam. La base si trova sulla costa del Mar Cinese Meridionale ed è stata realizzata nel 1965 dagli Stati Uniti d'America durante la guerra del Vietnam.
Nel 1975 la base fu conquistata dalle truppe del Vietnam del Nord e ceduta all'Unione Sovietica quattro anni dopo. A partire dal 1991 è stata impiegata dalla Federazione russa e nel 2001 ritornò ad essere di proprietà del Vietnam.

## Storia

### Creazione e gestione statunitense

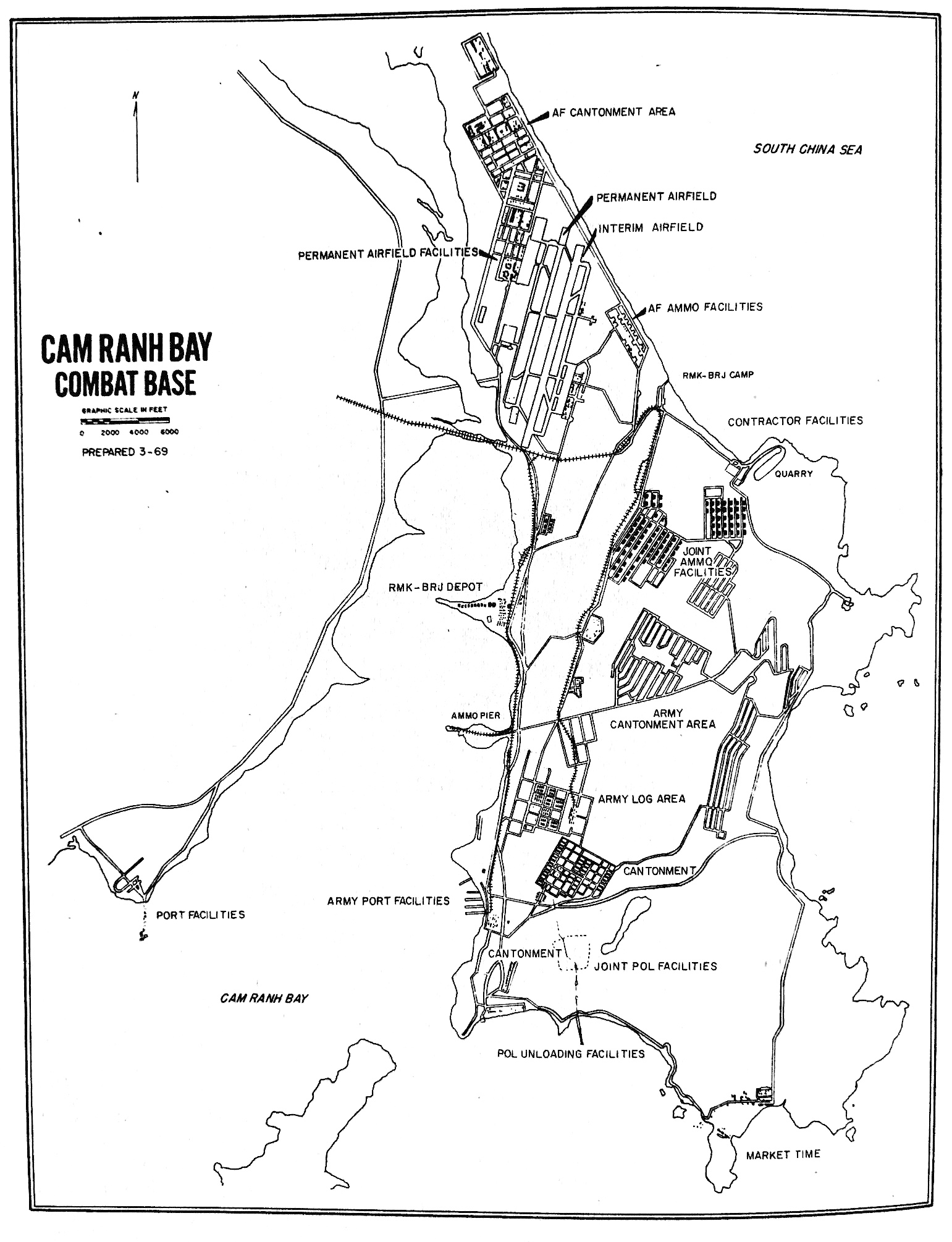
Mappa delle strutture statunisensi nella Baia di Cam Ranh, 1969.

Nell'aprile 1965, il CINCPAC del Comando statunitense del Pacifico ordinò un sopralluogo per la realizzazione di un nuovo aerodromo nella baia di Cam Ranh, nel Vietnam del Sud. Nell'estate dello stesso anno, il consorzio edilizio statunitense RMK-BRJ fu incaricato di realizzare l'opera sotto la direzione dell'Ufficiale in capo per la costruzione nella Repubblica del Vietnam (Officer in Charge of Construction RVN, OICC RVN). L'infrastruttura aveva una pista temporanea di 10 000 piedi (3 048 m) formata da 2 200 000 piedi quadri (204 387 m²) di lastre d'alluminio AM-2 per i cacciabombardieri. A settembre, l'RMK-BRJ aveva impiegato 1800 operai vietnamiti, dei quali più della metà erano donne.
La pista fu completata in 50 giorni, quando l'ammiraglio e CINCPAC U. S. Grant Sharp Jr. posò l'ultima lastra AM-2 il 16 ottobre 1965. L'aeroporto divenne operativo per la U.S. Air Force a partire dal 1 novembre 1965. Per l'USAF furono realizzati anche un piazzale di 1 300 000 piedi quadri (120 774 m²) con acciaio traforato, mense e un'area di 25 000 piedi quadri (2 323 m²) per gli alloggi.
A ottobre del 1965 era previsto il dispiegamento di tre squadroni di caccia, ed il 28 ottobre una parte avanza del 43rd Tactical Fighter Squadron arrivò alla base, mentre uno squadrone di cacciabombardieri F-4C Phantom II giunse il 1 novembre ed il giorno successivo iniziò le missioni di volo nel Vietnam del Sud.
A partire da novembre del 1965, quella di Cam Ranh divenne una grande base per la retroguardia delle United States Armed Forces.
Alla fine del 1966, l'RMK-BRJ e l'OICC RVN costruirono un'ulteriore pista di cemento armato lunga 10 000 piedi (3 048 m) e la pista originale AM-2 avrebbe dovuto essere rimossa e sostituita con una nuova in cemento. Inoltre, tra giugno e settembre, gli ingegneri dell'esercito statunitense costruirono aree per le riserve di carburante, 30 miglia (48 km) di strade ed allungarono il molo, prima di affidare il lavoro all'RMK-BMJ.

#### 12th Tactical Fighter Wing

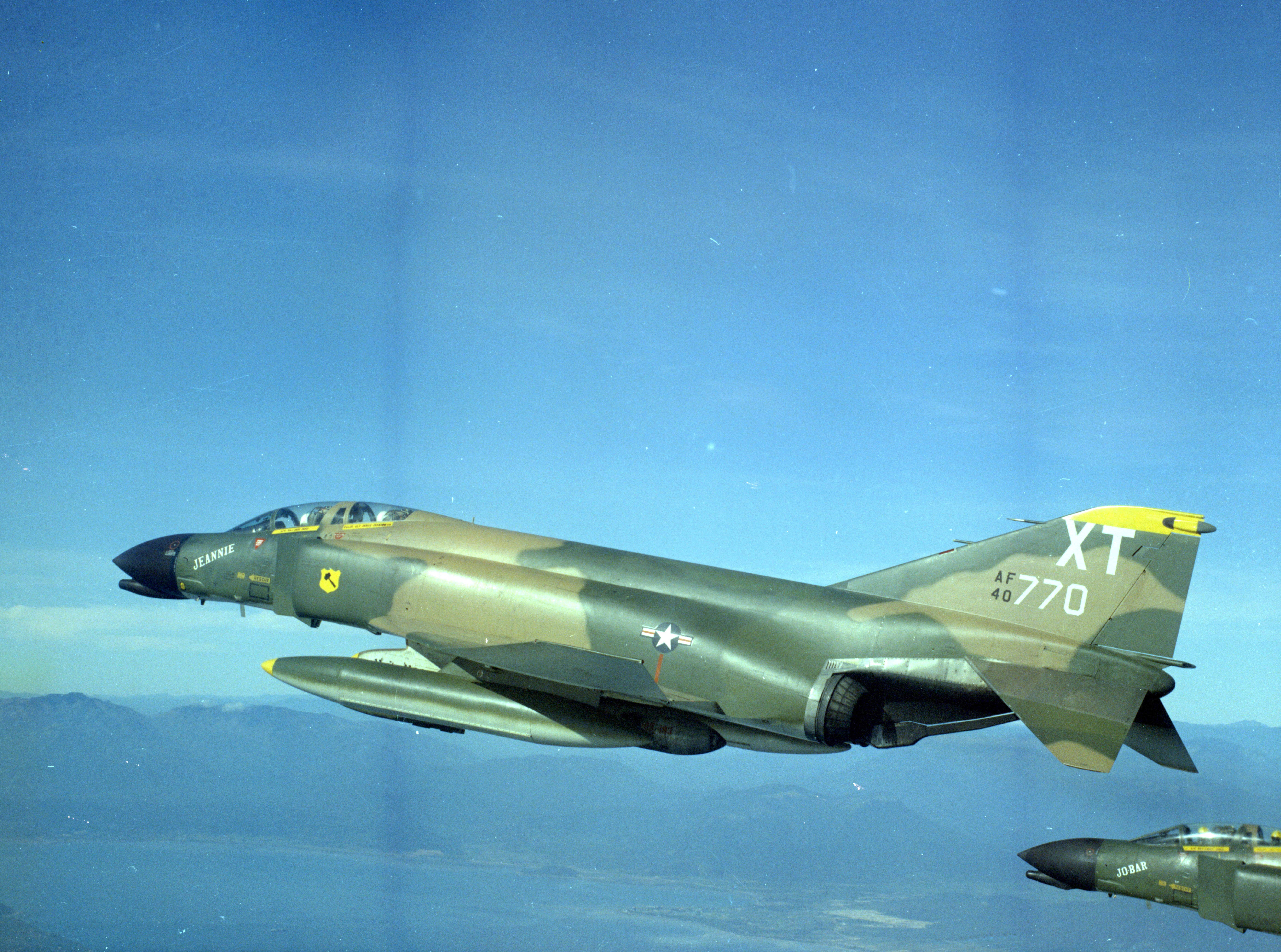
McDonnell Douglas F-4C (S/N 64-770) del 558th Tactical Fighter Squadron, dicembre 1968.

L'8 novembre 1965, il 12th Tactical Fighter Wing fu assegnato alla base e dispiegato dalla MacDill Air Force Base in Florida. Il 12th TFW fu il primo stormo permanente di F-4 Phantom II assegnato al Sud-est asiatico. Gli squadroni operativi del stormo di Cam Ranh erano:
- 557th Tactical Fighter Squadron - dal 1 dicembre 1965 al 31 marzo 1970, con tail code XC e F-4C;[3][10]
- 558th Tactical Fighter Squadron - dall'8 novembre 1965 al 31 marzo 1970, con tail code XD/XT e F-4C;[3][10]
- 43rd Tactical Fighter Squadron - dall'8 novembre 1965 al 4 gennaio 1966, con F-4C;[10]
- 559th Tactical Fighter Squadron - dal 1 gennaio 1966 al 31 marzo 1970, con tail code XN e F-4C;[10][11]
- 391st Tactical Fighter Squadron - dal 26 gennaio 1966 al 22 luglio 1968, con tail code XT e F-4C,[10] deviata dall'allora incompleta Phan Rang Air Base.[11]

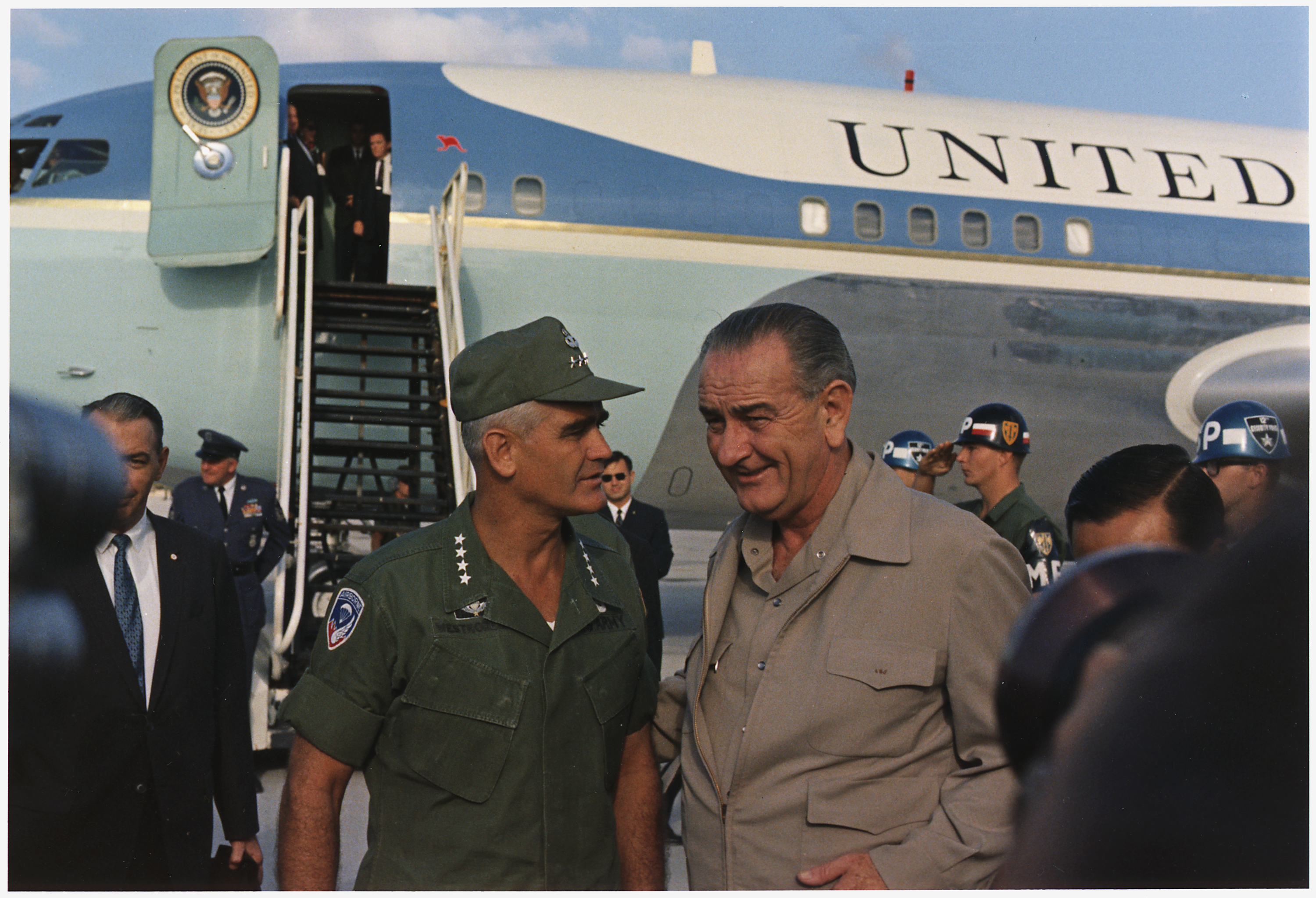
Il presidente USA Lyndon Johnson con il generale William Westmoreland alla Base aerea di Cam Ranh, 23 dicembre 1967.

Dalla base di Cam Ranh lo stormo effettuava attività di supporto aereo, interdizione e pattuglia aerea sul Vietnam del Sud e del Nord e sul Regno del Laos.
Il 26 ottobre 1966 e il 23 dicembre 1967, il presidente degli Stati Uniti Lyndon B. Johnson atterrò sulla base durante la sua unica visita presidenziale nel Vietnam meridionale, incontrando il personale militare.
Tra dicembre 1965 e marzo 1966, forti piogge e venti danneggiarono la base sabbiosa sulle quali erano state posate le lastre d'alluminio per la pista originale, costringendo il personale a costanti manutenzioni per eliminare le deformazioni e sostituire le lastre danneggiate. Nel dicembre 1966, la base di Cam Ranh raggiunse un traffico aereo medio superiore ai 27000 movimenti di aerei al mese. Le condizioni di vita alla base rimasero spartane, con spazi ristretti e carenze di acqua ed elettricità.

#### Uso del ponte aereo
La base aerea è stata utilizzata anche come ponte aereo strategico e tattico. Il carico e il personale sarebbero arrivati dagli Stati Uniti alle strutture logistiche di Cam Ranh via nave e da grandi aeromobili del Servizio di trasporto aereo militare (Military Air Transport Service) e del Comando del ponte aereo militare (Military Airlift Command), e quindi sarebbero stati trasferiti al ponte aereo tattico per il movimento all'interno del Vietnam del Sud. Anche il carico e il personale in uscita sarebbero stati gestiti attraverso il grande impianto portuale aereo.

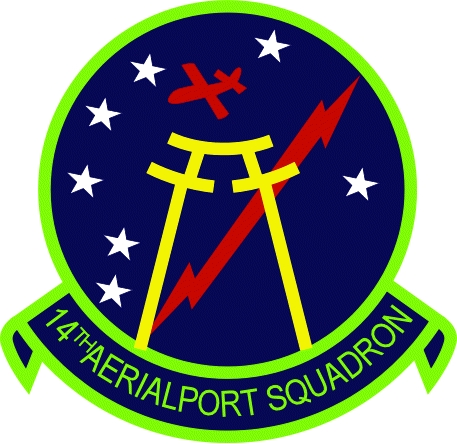
14th Aerial Port Squadron.

Nel novembre 1965 gli squadroni di C-130E della 315th Air division con sede in Giappone, Okinawa, Taiwan e Filippine iniziarono missioni di "navetta"fuori dal campo d'aviazione. I C-130 della Tan Son Nhut Air Base e della Nha Trang Air Base fecero dei rimorchi a Cam Ranh, così come i C-123. Nel maggio 1966 i C-130A precedentemente utilizzato per le operazioni di flareship presso la Da Nang Air Base iniziarono le operazioni da Cam Ranh e nel novembre 1966 vi furono posizionati 13 C-130A.
Il 1 dicembre 1965 il 14th Aerial Port Squadron fu attivato alla base per gestire il campo d'aviazione.
Nel 1966 fu costruita una nuova rampa sul lato ovest del campo d'aviazione per gestire le operazioni di trasporto aereo. Cam Ranh è rimasta la principale base del ponte aereo dell'Air Force nel Vietnam del Sud fino alla sua chiusura.
Anche gli aerei del Military Airlift Command (MAC) operarono a Cam Ranh. Il 6485th Operations Squadron con base all'aeroporto di Tachikawa (e successivamente spostato alla Clark Air Base) posizionò 4 C-118 Liftmaster (modelli militari del Douglas DC-6) in rotazione alla base per l'evacuazione delle vittime. L'8 luglio 1966 fu istituito il 903rd Aeromedical Evacuation Squadron alla Tan Son Nhut Air Base e mentenne un distaccamento a Cam Ranh.
Nel novembre 1966 il primo C-141 Starlifter MAC sbarcò a Cam Ranh. Nell'aprile 1967 iniziarono i voli di evacuazione medica dalla base alla base della Andrews Air Force Base.

#### 483rd Tactical Airlift Wing

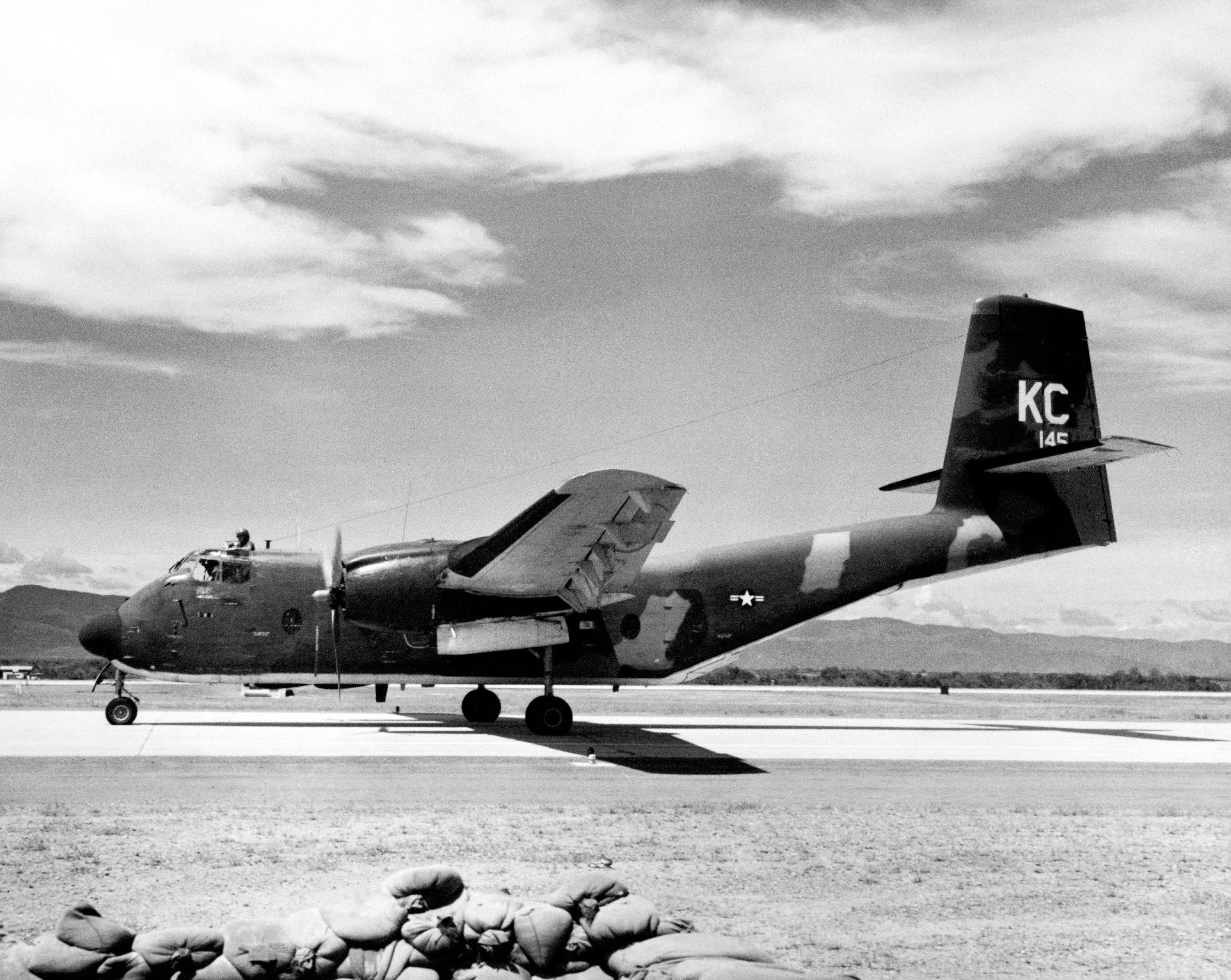
Un C-7B del 458th TAS a Cam Ranh.

Il 15 ottobre 1966 il 483rd Troop Carrier Wing fu attivato a Cam Ranh sotto la 834th Air Division, istituita per operare gli ex CV-2 Caribou (de Havilland Canada DHC-4 Caribou, rinominati in seguito C-7A) dell'esercito americano che venivano trasferiti all'USAF. Gli squadroni assegnati al 483rd TAW erano:
- 457th Troop Carrier Squadron - dal 1 gennaio 1967 al 30 aprile 1972, C-7A con tail code KA;[26][27]
- 458th Troop Carrier Squadron - dal 1 gennaio 1967 al 1 marzo 1972, C-7A con tail code KC;[26][27]
- 459th Troop Carrier Squadron - dal 1 gennaio 1967 al 1 giugno 1970;[26]
- 535th Troop Carrier Squadron - dal 1 gennaio 1967 al 24 gennaio 1972;[25]
- 536th Troop Carrier Squadron - dal 1 gennaio 1967 al 15 ottobre 1971;[28]
- 537th Troop Carrier Squadron - dal 1 gennaio 1967 al 24 gennaio 1972;[28]
- Royal Australian Air Force, No. 35 Squadron assegnato alla 834th Air Division - dal 1 gennaio 1967 al 24 gennaio 1972, assegnato in seguito al Vung Tau Army Airfield;[29]

Nel gennaio 1967, fu formato a Cam Ranh il 483rd Consolidated Maintenance Squadron. Il 15 agosto i distaccamenti di C-130 della 315th Air Division furono assegnati alla 834th Air Division come distaccamento 2 ed il 4 gennaio 1968 tale forza contava 35 C-130A/C.

A causa della posizione su una penisola, la base di Cam Ranh era una delle più sicure basi USAF nel Vietnam del Sud e non fu attaccata durante l'offensiva del Têt del gennaio-febbraio 1968. Data la sua sicurezza e gli attacchi alle altre basi, molti aerei da trasporto furono trasferiti a Cam Ranh nel febbraio 1968.

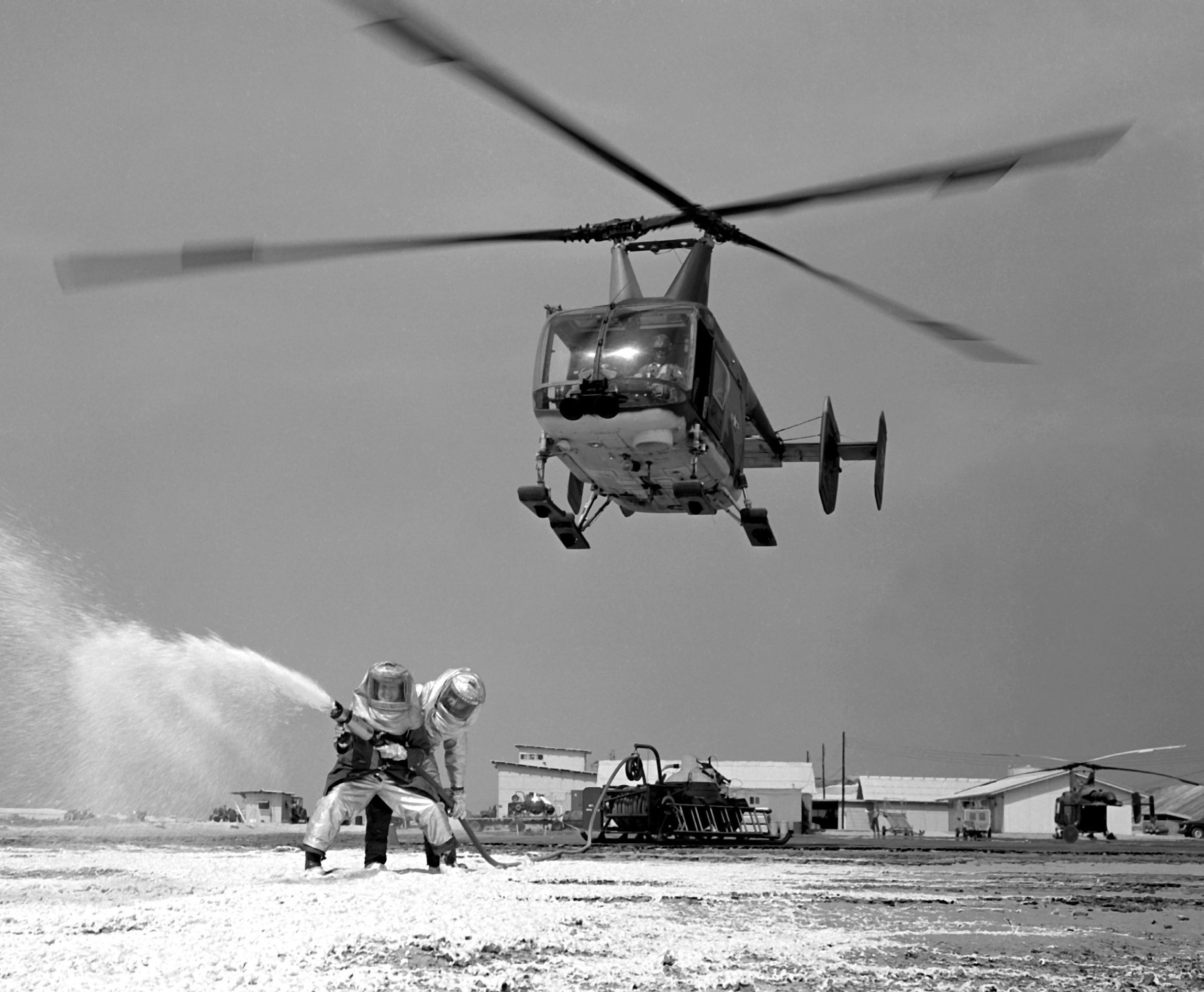
HH-43B del Distaccamento 8, 38th Aerospace Rescue and Recovery Squadron a Cam Ranh, gennaio 1968.

Con la dismissione del 12th Tactical Fighter Wing, il 483rd TFW divenne lo stormo ospite della baia di Cam Ranh il 31 marzo 1970.
Nell'estate del 1970, il 903d Aeromedical Evacuation Squadron si trasferì al Cam Ranh. Il 9 luglio 1970 il primo MAC C-5 Galaxy atterrò alla base, a causa di problemi di sicurezza e di congestione in altre basi, e divenne inizialmente l'unica base utilizzata dal C-5. Il 30 agosto 1970 un attacco missilistico dei Viet Cong (VC) distrusse 2 serbatoi di carburante per jet da 420 000 galloni americani (1 590 m³). Il 25 agosto 1971 un'incursione delle unità zappatori dei Viet Cong nell'area di deposito di munizioni tri-servizi della base distrusse oltre 6000 tonnellate di munizioni per un valore di oltre 10 milioni di dollari.
Il 16 settembre 1970, il 39th Aerospace Rescue and Recovery Squadron equipaggiato con HC-130P si trasferì dalla Tuy Hoa Air Base a Cam Ranh. Nel marzo 1971 lo squadrone si trasferì alla Korat Royal Thai Air Force Base in Thailandia.
A partire dal settembre 1971, gli squadroni di C-7 iniziarono ad essere inattivi.
Il 1 dicembre 1971, lo stormo fu riassegnato dalla 834th Air Division direttamente al comando della Seventh Air Force a Tan Son Nhut. Nello stesso anno, lo stormo ottenne squadroni per missioni di guerra tattica elettronica e operazioni speciali:
- 20th Special Operations Squadron - dal 1 settembre 1971 al 1 aprile 1972, UH–1P privi di tail code;[26]
- 90th Special Operations Squadron - dal 1 settembre 1971 al 15 aprile 1972;[26]
- 360th Tactical Electronic Warfare Squadron - dal 31 agosto 1971 al 1 febbraio 1972, EC-47N/P/Q (varianti del Douglas C-47 Dakota/Skytrain) con tail code AJ;[26]
- 361st Tactical Electronic Warfare Squadron - dal 31 agosto al 1 dicembre 1971, EC-47N/P/Q con tail code AL;[26]
- 362nd Tactical Electronic Warfare Squadron - dal 31 agosto 1971 al 1 febbraio 1972, EC-47N/P/Q C-47H con tail code AN;[26]

Per il suo servizio nel Vietnam, il 483rd TAW ottenne due Presidential Unit Citation (21 gennaio - 12 maggio 1968; 1 aprile - 30 giugno 1970) e tre Air Force Outstanding Unit Award con il "V" device (1 gennaio - 30 aprile 1967; 1 maggio 1967 - 30 aprile 1968; 1 luglio 1970 - 31 dicembre 1971).

### Gestione vietnamita
Il 31 marzo 1970, come parte le processo di vietnamizzazione, il 12th TFW fu riassegnato alla Phù Cát Air Base.
A partire dal 1 gennaio 1972, il 483d TAW terminò le proprie attività ed il volo attivo finì entro il 31 marzo. L'unità fu disattivata e la base di Cam Ranh Air Base fu trasferita al governo sudvietnamita il 15 maggio 1972, ponendo fine all'utilizzo da parte dell'USAF.
Dopo la cessione al Vietnam del Sud, la base rimase per lo più abbandonata a causa della sua grandezza. La base fu lentamente saccheggiata e tra gli oggetti trafugati vi erano condizionatori, scrivanie, refrigeratori e altri mobili assieme a finestre, porte e tetti in lamiera ondulata.
L'Aeronautica militare del Vietnam del Sud utilizzò il campo d'aviazione per lo stoccaggio di molti dei loro A-1 Skyraider, mentre i loro jet sostitutivi F-5 e A-37 furono utilizzati in operazioni contro l'Esercito Popolare del Vietnam da altre basi più piccole.
Il 3 aprile 1975, durante la campagna di Ho Chi Minh, la 10ª Divisione nord-vietnamita avanzò verso al baia di Cam Ranh e, nonostante la sparpagliata resistenza dell'esercito sudvietnamita e gli attacchi aerei dell'aeronautica, catturò l'intera base.
Nel 1976, fu fondata la Repubblica Socialista del Vietnam e la base fu affidata all'esercito popolare.

#### Trattative con l'URSS
Nel 1978, un distaccamento guidato dal Capitano di secondo grado I. V. Archipov eseguì un rilievo idrografico sui porti vietnamiti e le aree vicine. Allo stesso tempo, furono avviati dei negoziati per la creazione di una base militare sovietica in Vietnam, ma i colloqui si rivelarono difficili, poiché molti paesi del mondo avevano appena iniziato ad aiutare il Vietnam a ripristinare la propria economia distrutta durante la guerra. Il governo vietnamita temeva che l'ingresso delle navi sovietiche nella baia di Cam Ranh avrebbe portato al rifiuto di molti paesi di fornire assistenza economica.
Intanto, il Vietnam iniziò a ricevere nuove navi e imbarcazioni di produzione sovietica, mentre il personale militare vietnamita fu accolto nelle accademie militari nell'URSS.
Nel dicembre 1978, giunse nel Vietnam una delegazione rappresentativa di ufficiali delle direzioni centrali della Marina Sovietica e della flotta del Pacifico, sotto la guida dell'ammiraglio V. Kozlov. Il comandante in capo della marina e ammiraglio della flotta sovietica Sergej Gorškov fu in seguito incaricato di indagare su ciò che era rimasto a Cam Ranh dopo il ritiro statunitense e di capire l'atteggiamento del comando vietnamita riguardo al possibile utilizzo del sito per posizionare alcune navi del servizio di combattimento della Flotta del Pacifico.
In seguito la Marina militare vietnamita permise ad una delegazione sovietica di accedere alla ex base americana di Cam Ranh e di perlustrarla in presenza degli ufficiali locali. Dopo aver completato l'ispezione, il 25 dicembre l'intero gruppo è tornato in aereo ad Hanoi. Dall'ambasciata sovietica, Kozlov contattò a Mosca il capo di stato maggiore della Marina Georgij Egorov, e riferì della possibilità di usare Cam Ranh come punto di supporto materiale e tecnico (in russo Пункт материально-технического обеспечения, ПМТО?, Punkt material'no-techničeskogo obespečenija, PMTO) per le navi previa ristrutturazione. Su consiglio di Gorškov, furono preparati un progetto e una serie di materiali di riferimento da discutere con la leadership vietnamita. I colloqui con il contrammiraglio Kyong furono difficili, e quindi V. Kozlov e Kyong andarono a riferire al primo viceministro della difesa, colonnello generale Chan Vancha. Fu discusso il possibile utilizzo congiunto di Cam Ranh da parte delle forze sovietiche e vietnamite e la ristrutturazione della base. Il 30 dicembre 1978, l'URSS e il Vietnam firmarono un protocollo.
Lo scoppio della guerra sino-vietnamita nel febbraio-marzo 1979, accelerò i colloqui tra l'URSS e il Vietnam. Il 6 marzo una nave da guerra sovietica attraccò a Đà Nẵng e nei mesi successivi un distaccamento di 3 navi sovietiche (il BPK "Vasilij Čapaev", la motovedetta "SKR-46" e il dragamine "Tral") comunicarono con Cam Ranh e, una volta attraccati, gli equipaggi esaminarono ciò che restava della base americana, controllando i moli con sommozzatori e misurando le profondità nella zona acquatica.

### Gestione sovietica

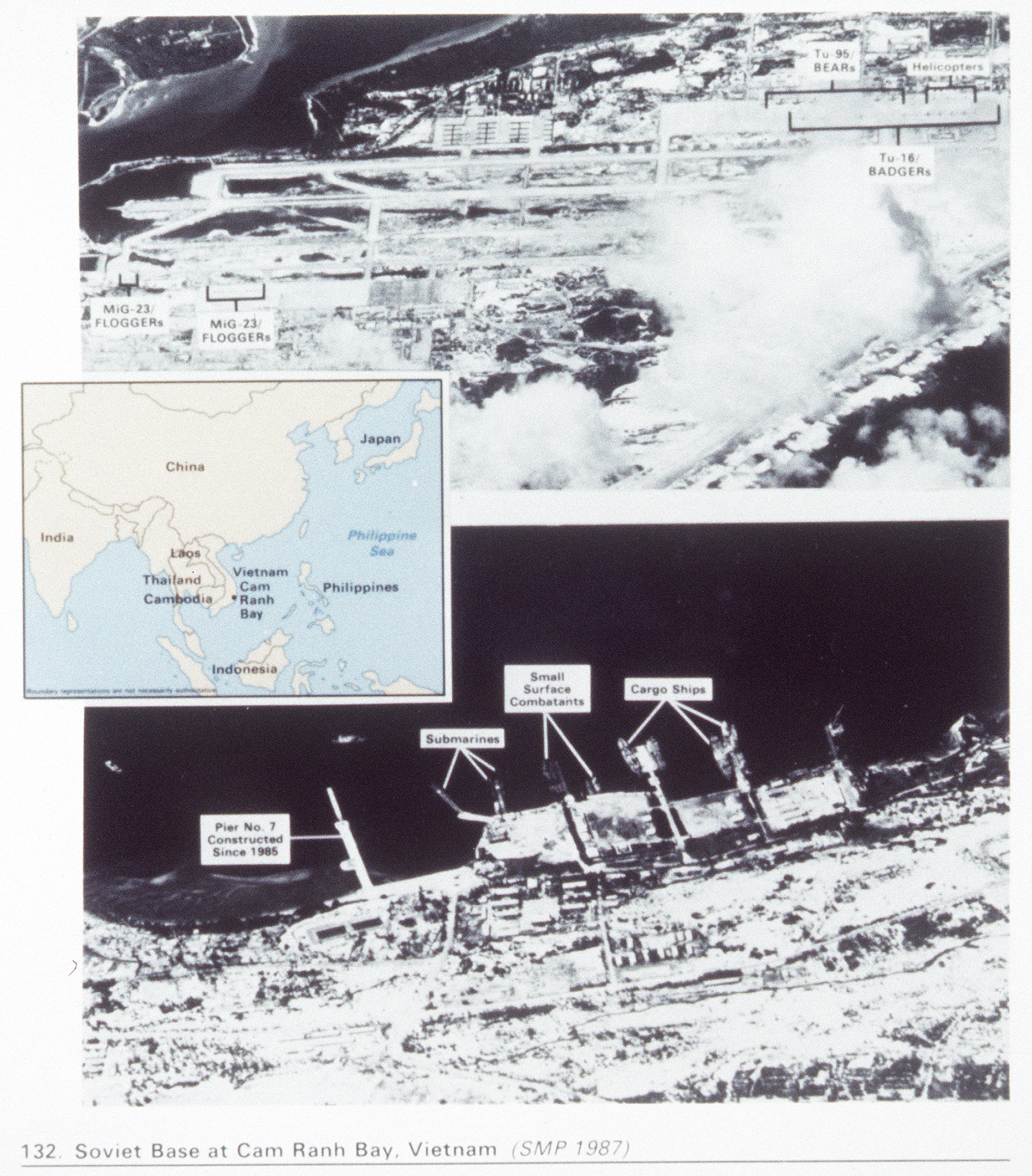
Fotografie della base militare sovietica a Cam Ranh, 1987.

Il 2 maggio 1979, due mesi dopo la fine della guerra sino-vietnamita, l'Unione sovietica e il Vietnam firmarono ad Hanoi un accordo "Sull'utilizzo gratuito del porto di Cam Ranh come PMTO della Flotta del Pacifico" (titolo ufficiale in russo Соглашение между правительствами СССР и СРВ об использовании Камрани как ПМТО Тихоокеанского флота?, Soglašenie meždu pravitel’stvami SSSR i SRV ob ispol’zovanii Kamrani kak PMTO Tichookeanskogo flota). Secondo l'accordo, nella base potevano esserci contemporaneamente solo 8-10 navi di superficie sovietiche, 4-8 sottomarini con nave deposito e fino ad altre 6 navi. Nell'aerodromo potevano esserci contemporaneamente 14-16 velivoli da trasporto missili, 6-9 velivoli da ricognizione e 2-3 velivoli da trasporto. Con un nuovo accordo tra il Ministero della Difesa dell'URSS e il Ministero della Difesa Nazionale del Vietnam, il numero di navi e aerei avrebbe potuto essere aumentato.
Non appena fu firmato il trattato per l'ingresso delle navi sovietiche nella baia di Cam Ranh, numerosi paesi interruppero il loro sostegno economico al Vietnam e solo l'Unione Sovietica e i Paesi socialisti continuarono a fornire aiuti.
A maggio 1979, entrò a Cam Ranh il sottomarino nucleare sovietico K-45, seguito nei mesi successivi dagli aerei da ricognizione provenienti dall'aerodromo di Đà Nẵng. Nel dicembre 1979, Gorškov visitò la base, rimanendo insoddisfatto del ritmo lento dei lavori di restauro e ordinando di accelerare la ristrutturazione. Furono modernizzati gli ormeggi e il campo d'aviazione e vennero costruite strutture logistiche, una stazione radar e sistemi radio per l'intelligence. La base militare aveva il nome in codice ob"ekt 075 (Объект 075).
Il 3 febbraio 1980 giunse nella base la grande nave da sbarco BDK con tail code 060, trasportando 200 marinai, capisquadra e ufficiali per la realizzazione del PMTO. Nell'aprile 1980, la prima squadra di 54 persone sbarcarono da un PM-156 e formarono il primo nucleo permanente.
Nell'agosto 1980, in base alla direttiva del quartier generale della Flotta del Pacifico n. 13/1/0143 del 28 agosto 1980 , fu istituito ufficialmente il 992º PMTO (in russo 922-й ПМТО?, 922-j PMTO) un punto di supporto logistico nella penisola di Cam Ranh, noto come l'unità militare 31350 o 922-j PMTO.
Numerosi compiti sono stati assegnati al PMTO di Cam Ranh:
- Fornire a navi e incrociatori l'elettricità, acqua, combustibili e lubrificanti e cibo durante la permanenza al porto;[45]
- Mantenere le scorte di materiale tecnico e consegnarlo alle navi e agli incrociatori della marina sovietica;[45]
- Implementare la comunicazione di transito tra le navi dell'Oceano Pacifico e Indiano con posti di comando della Flotta del Pacifico e della Marina;[45]
- Utilizzare l'aerodromo come base di velivoli antisommergibili e da ricognizione;[45]
- Fornire assistenza medica qualificata al personale militare e civile della base;[45]
- Sviluppare e mantenere la comunità sovietico-vietnamita.[45]

Nel marzo 1981, fu formata la 26ª Brigata operativa di navi e incrociatori con base a Cam Ranh. Un anno dopo, nel marzo 1982, il quartier generale della 26ª Brigata fu sciolto e sostituito dal 17º Squadrone operativo della Flotta del Pacifico, formato dalla 119ª Brigata di navi di superficie, 38ª Divisione sottomarini, 255ª Divisione navi da rifornimento, 300ª Divisione navi per la protezione dello spazio marittimo, 501º Distaccamento per la lotta alle forze e ai mezzi di sabotaggio sottomarino e dal 1073º Centro di comunicazioni zonali.
Quella di Cam Ranh divenne la più grande base militare sovietica all'estero con un'area totale di 100 km² e più di 6000 dipendenti. Grazie ad essa, l'Unione Sovietica poté aumentare la propria presenza navale e area nel sud-est asiatico, in particolare nel Mar Cinese Meridionale e nel golfo del Siam.
Nel 1982 fu formato a Cam Ranh il 17º Squadrone operativo delle navi della Flotta del Pacifico (in russo 17 оперативная эскадра кораблей ТОФ?, 17 Operativnaja eskadra korablej TOF), con una discreta presenza anche a Ream, nella Repubblica Popolare di Kampuchea. Con l'inizio dell'impiego della base da parte del 17º Squadrone operativo della Flotta del Pacifico, Cam Ranh ricevette lo status di base navale.

#### Organizzazione
Nella base di Cam Ranh, lo Stato maggiore della Marina sovietica determinò la presenza nel 922º PMTO delle seguenti divisioni e squadre:
- 38ª Divisione sottomarini
- 119ª Brigata navi di superficie
- 255ª Divisione navi da rifornimento
- 300ª Divisione navi dell'Ochrana per la protezione dell'area marittima
- Distaccamento per il contrasto a forze e mezzi di sabotaggio subacqueo
- Servizio di protezione dalle radiazioni
- 1073º Centro di comunicazione
- Distaccamento edile militare
- Orchestra
- Stazione del servizio del comandante.

Il 922° PMTO dell'unità militare 31350 prevedeva anche dipartimenti per le finanze, abbigliamento, servizi di ristorazione, servizio carburante e lubrificanti, KEČ, OMIS, strutture sanitarie (un policlinico, 1393º Ospedale navale, 7º Distaccamento sanitario-epidemiologico), autotrasporti, vigili del fuoco, filiali della Voentorg e un ufficio distaccato della Gosbank. Era presente una centrale diesel da 24 MW per fornire elettricità alla guarnigione e ai villaggi vietnamiti adiacenti, nonché aree per lo stoccaggio del carburante con una capacità di 14000 m3, 2 impianti frigoriferi con una capacità totale di 270 tonnellate di prodotti e 6 pozzi per fornire acqua dolce al PMTO e alle navi.

#### Aviazione

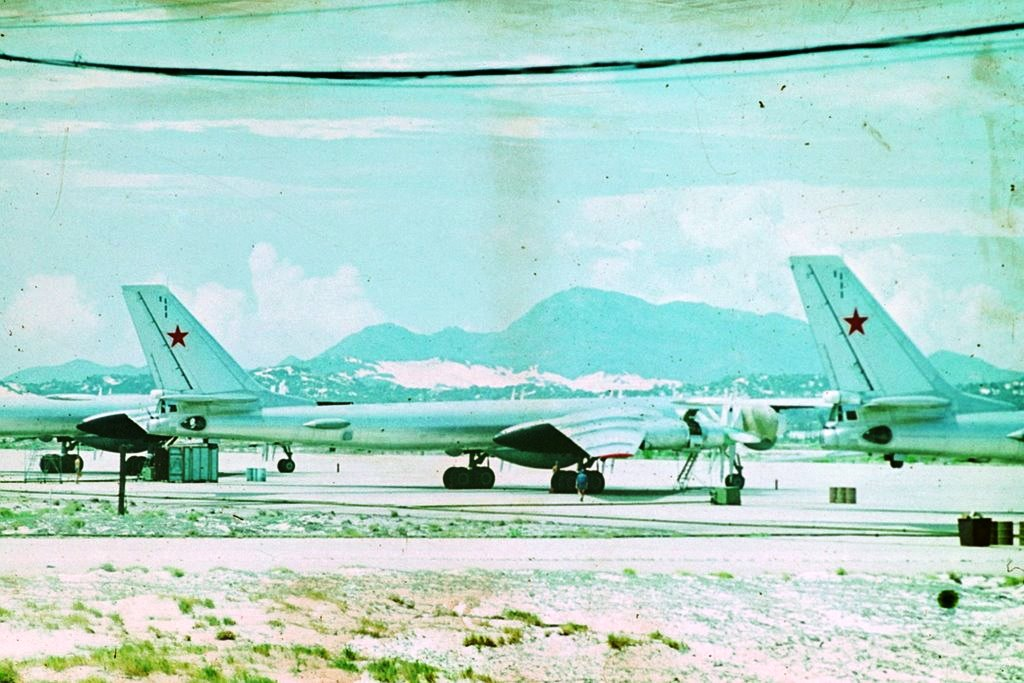
Tu-142 all'aerodromo di Cam Ranh.

Nell'aerodromo vi era la base permanente del 169º Reggimento dell'aviazione mista della Guardia dell'aviazione a tre squadroni della flotta del Pacifico e comprendeva:
- 1º Squadrone dell'aviazione - 10 vettori missilistici anti-nave Tu-16K-10-26, 2 aerocisterne Tu-16ZŠč e 2 veicoli; 4 aerei disturbatori Tu-16SP;[7]
- 2º Squadrone dell'aviazione - 4 designatori di bersagli navali Tu-95RT, 4 aerei antisommergibile Tu-142 e 2 aerei da trasporto An-26;[7]
- 3º Squadrone dell'aviazione - 12 caccia MiG-23MLD e 2 MiG-23UB;[7]
- Squadrone di elicotteri Mi-14PS e Mi-14PL.[7]

La forza regolare del reggimento era di 741 persone, inclusi 357 ufficiali, 187 praporščik e 197 persone di servizio militare. Il reggimento era originariamente elencato come parte della 25ª Divisione missilistica navale, poi fu separato e subordinato direttamente al comandante della Flotta aerea del Pacifico. Operativamente, il reggimento era subordinato al comandante del 17º Squadrone operativo della Flotta del Pacifico.
Se la flotta aveva un numero sufficiente di vettori missilistici ed elicotteri propri, lo squadrone di caccia veniva prelevato dall'aviazione terrestre del distretto militare dell'Estremo Oriente. Il secondo squadrone aereo non aveva dei propri aerei nel reggimento: i Tu-95RT, insieme agli equipaggi, furono inviati dall'aerodromo di Chorol, mentre i Tu-142 proveniva dalla base di Kamennyj Ručej. Tuttavia, l'intero personale della base di Cam Ranh prestava un servizio a rotazione: due anni come "scapoli" (o senza famiglia) e tre anni con la famiglia.
Nel 1987, l'intera infrastruttura fu modernizzata dall'Organizzazione sovietica di costruzione e installazione (in russo Советская строительно-монтажная организация?, Sovetskaja stroitel’no-montažnaja organizacija) del 22° Zagrantechstroj del Ministero della difesa dell'URSS.
A Cam Ranh erano situati inoltre un gruppo di paracadutisti d'assalto dei marines.

#### Dismissione
A partire dal 1989, l'utilizzo della base fu drasticamente ridotto e non funzionò più come base permanente per le navi da guerra.
Il 1º dicembre 1989, il 169º OSAP della Guardia è stata riorganizzato nel 362º Squadrone dell'aviazione mista della Guardia, composto da due Tu-95RT, due Tu-142M e due An-26. I caccia e gli elicotteri in eccesso furono riportati via nave in Unione Sovietica, i Tu-16 rientrarono autonomamente mentre i veicoli difettosi furono abbandonati.
Nel 1991, il reggimento aereo fu ridotto a squadriglia e successivamente eliminato, mentre a Cam Ranh rimase il centro di comando aereo.

### Gestione della Federazione russa
Nel 1991, a seguito della dissoluzione dell'Unione Sovietica, la base passò sotto la gestione della Federazione russa e il Vietnam iniziò a chiedere il pagamento di un affitto.
Il 1 dicembre 1993, la 362ª OSAE della Guarda fu sciolta con la Direttiva dello Stato Maggiore della Marina n. 730/1/0165 del 03 marzo 1993. Tutti gli aeromobili volarono verso gli aeroporti dell'Aeronautica militare della Flotta del Pacifico, ad eccezione di un An-26 difettoso. All'aerodromo di Cam Ranh fu creato il 128º Ufficio del comandante dell'Aeronautica militare della Flotta del Pacifico per garantire la ricezione e il rilascio di aeromobili in volo.
Nel 2001, la leadership russa decise di non rinnovare l'accordo con il Vietnam e di evacuare la base. Il 17 ottobre 2001, il presidente Vladimir Putin annunciò in una riunione del Ministero della difesa l'eliminazione delle basi militari a Lourdes (Cuba) e Cam Ranh a partire dal 1 gennaio 2002. Il ministro degli affari esteri russo Igor' Ivanov ha osservato nel 2002 che "per 10 anni la nostra marina non è entrata nell'Oceano Indiano e non ha utilizzato i servizi della base navale". Inoltre, la chiusura della base fu decisa a causa del "cambiamento nella situazione politico-militare nel mondo e considerando il risparmio di risorse finanziarie per l'esercito e la marina militare" di circa 1 milione di dollari all'anno.
Il 2 maggio 2002, fu firmato ad Hanoi il trattato per il trasferimento delle strutture di Cam Ranh al governo vietnamita, e l'unità militare 31350 ha ufficialmente cessato di esistere.
Parte della base è stata ricostruita e dal 2004 è operativa come aeroporto civile di proprietà del Vietnam, rimanendo allo stesso tempo una delle basi più importanti per il supporto navale vietnamita.
Nel 2010, il governo russo ha dichiarato che il sito di Cam Ranh come base militare della Russia non era più necessario, ma è interessato a utilizzare parte dell'infrastruttura della ex base come punto di supporto materiale e tecnico della flotta russa.

### Ripresa delle attività
Il 7 novembre 2012, durante delle trattative ad Hanoi tra il primo ministro russo Dmitrij Medvedev e l'analogo vietnamita Nguyễn Tấn Dũng, fu sollevata la questione sull'utilizzo del porto di Cam Ranh.
Il 13 maggio 2013, Nguyễn Tấn Dũng annunciò a Kaliningrad che il Vietnam era intenzionato a semplificare le procedure per l'accesso a Cam Ranh delle navi da guerra russe per la loro manutenzione. Il 12 novembre, durante i colloqui al vertice russo-vietnamita tra il presidente russo Vladimir Putin e il presidente vietnamita Trương Tấn Sang è stato firmato un accordo per creare a Cam Ranh una base comune per la manutenzione e la riparazione di sottomarini.
Dal 17 al 20 giugno 2014 si è svolta la prima visita non ufficiale dal 2001 alla base di Cam Ranh di un distaccamento di navi della Flotta del Pacifico della Marina russa operativa nell'Oceano Indiano. Il 25 novembre dello stesso anno è stato firmato un accordo durante la visita a Soči del Segretario Generale del Comitato Centrale del Partito Comunista del Vietnam Nguyễn Phú Trọng, stabilendo e semplificando le regole per l'utilizzo delle navi da guerra russe nel porto di Cam Ranh: navi e incrociatori della Federazione Russa, dopo aver prestato servizio nell'Oceano Mondiale, avrebbero potuto avvisare le autorità portuali vietnamite per entrare a Cam Ranh.
Dalla primavera del 2014, l'aerodromo di Cam Ranh è stato utilizzato per la prima volta per la manutenzione degli aeromobili Il-78, che forniscono rifornimento in volo per gli aerei Tu-95MS.
Il 12 ottobre 2016, un rappresentante ufficiale del Ministero degli Affari Esteri del Vietnam, Lê Hải Bình, ha affermato che il Paese non entrerà in alleanze militari o alleanze contro paesi terzi, aggiungendo che il Vietnam non permetterà lo spiegamento di basi militari straniere sul suo territorio.

## Incidenti
- Il 13 febbraio 1985, durante un volo notturno nel Mar Cinese Meridionale per il Servizio di combattimento della Marina sovietica, una coppia di ricognitori del 169º SAP della Guardia bloccarono per motivi tecnici un Tu-95RT (capo) con a bordo il comandante e maggiore Sergej D. Krivenko.[57] Alla sesta ora di volo si verificò una situazione di emergenza e 50 minuti prima della caduta, Krivenko comunicò al gregario la conclusione del compito assegnatogli inizialmente ed il cambio di rotta diretto verso l'aerodromo di Cam Ranh, senza fornire una spiegazione.[57] L'aereo di supporto, seguendo il velivolo principale ad una distanza di 15 km con un eccesso di 300 m, notò un movimento energico del leader a destra del faro lampeggiante, seguito da un abbassamento di quota, e ricevette un messaggio radio: “Stiamo cadendo! Cadiamo! Chi mi ascolta? Pre..." (in russo "Падаем, падаем! Кто меня слышит? Па..."?, "Padaem, Padaem! Kto menja slyšit? Pa...").[57] Nessuno dell'equipaggio riuscì a fuggire e le cause dell'incidente non sono state stabilite in modo affidabile.[57]
- L'8 luglio 1989, durante l'avvicinamento all'atterraggio, l'aereo An-12BP, appartenente al 194º VTAP (Fergana), precipitò. L'aereo cercava di atterrare all'aeroporto presso Ho Chi Minh mentre era in corso un temporale tropicale, rompendo il carrello destro, danneggiando l'elica del motore 4 e provocando la messa in folle del motore (con spegnimento automatico). A causa delle condizioni meteorologiche avverse, l'equipaggio decise di effettuare un atterraggio di emergenza alla base di Cam Ranh. Dopo diversi avvicinamenti di "avvistamento", l'equipaggio atterrò sulla pista di Cam Ranh, l'aereo lasciò la pista, si guastò e prese fuoco.[58] Nonostante tutti gli sforzi del personale della base aerea e dei vigili del fuoco civili della città, l'aereo bruciò completamente e morirono 31 persone sono morte (di cui 27 erano passeggeri vietnamiti). Riuscirono a salvarsi il comandante della nave, l'artigliere di poppa e uno dei passeggeri: tutti sono rimasti gravemente feriti.[59]
- Il 12 dicembre 1995, tre caccia Su-27 dei Cavalieri Russi dell'aeronautica militare russa, di ritorno dalla fiera dell'aviazione LIMA-95 in Malaysia, si schiantarono durante l'atterraggio a Cam Ranh in condizioni meteorologiche difficili. I tre aerei (di cui uno biposto) si sono scontrati contro una collina alla terza inversione ed i quattro piloti persero la vita.[60][61]
- Nel 2009, nel parco culturale dell'aeroporto di Cam Ranh, è stato aperto un "Memoriale in onore dei caduti militari sovietici, russi e vietnamiti a Cam Ranh", con i nomi di 44 cittadini sovietici e russi deceduti.[62] Il memoriale è stato costruito sullo stesso sito di un obelisco in memoria dei piloti sovietici caduti già presente in precedenza.[63]